# Ontoerekeningsvatbaarheid
Ontoerekeningsvatbaarheid (in Nederland ook wel ontoerekenbaarheid) is een strafuitsluitingsgrond in diverse rechtsstelsels. De exacte invulling verschilt per rechtsgebied, maar de kern van het begrip wordt gevormd doordat een strafbaar feit niet aan de dader wordt toegerekend indien hij dit feit wegens een geestelijke stoornis heeft gepleegd. In dat geval volgt geen veroordeling. Wel kan de geestesgestoorde delinquent een (veiligheids)maatregel opgelegd krijgen.
Ontoerekeningsvatbaarheid wordt samengevat door de spreuk actus non facit reum nisi mens sit rea (voor schuld moet niet alleen de daad strafbaar zijn, ook de mens moet een schuldige geest hebben).

## In Aruba
In Aruba is de ontoerekeningsvatbaarheid geregeld in artikel 1:115(a) van het Wetboek van Strafrecht.
"Artikel 1:115 
Niet strafbaar is hij die een gedraging pleegt: 
a. die hem wegens de gebrekkige ontwikkeling of ziekelijke stoornis
van zijn geestvermogens niet kan worden toegerekend."

## In België
De ontoerekeningsvatbaarheid is in België opgenomen in artikel 71 van het Strafwetboek. Hierin staat het begrip «geestesstoornis» centraal.
"Art. 71. Er is geen misdrijf wanneer de beschuldigde of de beklaagde op het tijdstip van de feiten leed aan een geestesstoornis die zijn oordeelsvermogen of de controle over zijn daden heeft tenietgedaan ..."

## In Nederland
Artikel 39 van het Wetboek van Strafrecht bevat de definitie van ontoerekenbaarheid.
"Artikel 39 
Niet strafbaar is hij die een feit begaat, dat hem wegens de gebrekkige ontwikkeling of ziekelijke stoornis van zijn geestvermogens niet kan worden toegerekend."
Centraal in deze definitie staan de termen «gebrekkige ontwikkeling» en «ziekelijke stoornis van de geestesvermogens». Het begrip gebrekkige ontwikkeling duidt op een aangeboren gebrek, terwijl onder de ziekelijke stoornis een veelvoud aan geestelijke stoornissen vallen die de wilsvorming of de waarneming beïnvloeden. Voor een geslaagd beroep op ontoerekenbaarheid dient te worden voldaan aan drie eisen:
1. Bij de verdachte was er tijdens het plegen van het feit sprake van een gebrekkige ontwikkeling of een ziekelijke stoornis van de geestesvermogens;
2. Tussen de stoornis en het strafbare feit bestaat een voldoende aannemelijk causaal verband;
3. Het feit kan de verdachte op basis van de stoornis niet toegerekend worden.[2]

Bij een geslaagd beroep op ontoerekeningsvatbaarheid zal een verdachte ontslag van alle rechtsvervolging krijgen. Als het gaat om een culpoos delict (een delict waar er sprake moet zijn van schuld) dan volgt vrijspraak. Indien de verdachte verminderd toerekeningsvatbaar is wordt het feit hem wel toegerekend en volgt een veroordeling. Wel kan de verminderde toerekeningsvatbaarheid een strafverminderingsgrond opleveren, doordat de rechter bij de straftoemeting een lagere straf oplegt.

### Relatie met terbeschikkingstelling
De maatregel van terbeschikkingstelling (tbs) kan worden opgelegd aan de dader die lijdt aan een gebrekkige ontwikkeling of ziekelijke stoornis van zijn geestvermogens. Voor het opleggen van deze maatregel is het niet vereist dat de verdachte zich beroept op ontoerekenbaarheid. Wel dient een gebrekkige ontwikkeling of een ziekelijke stoornis geconstateerd te zijn bij de verdachte.